# Географія Нової Зеландії

## Розташування
Нова́ Зела́ндія (англ. New Zealand) — країна в південній частині Тихого океану, розташована на південний схід від Австралії, на двох великих островах (Північному і Південному) і великій кількості (приблизно 700) дрібніших островів, таких як Стюарт, Чатем, Оклендські острови. Загальна площа країни — 268 680 км².

## Загальна характеристика

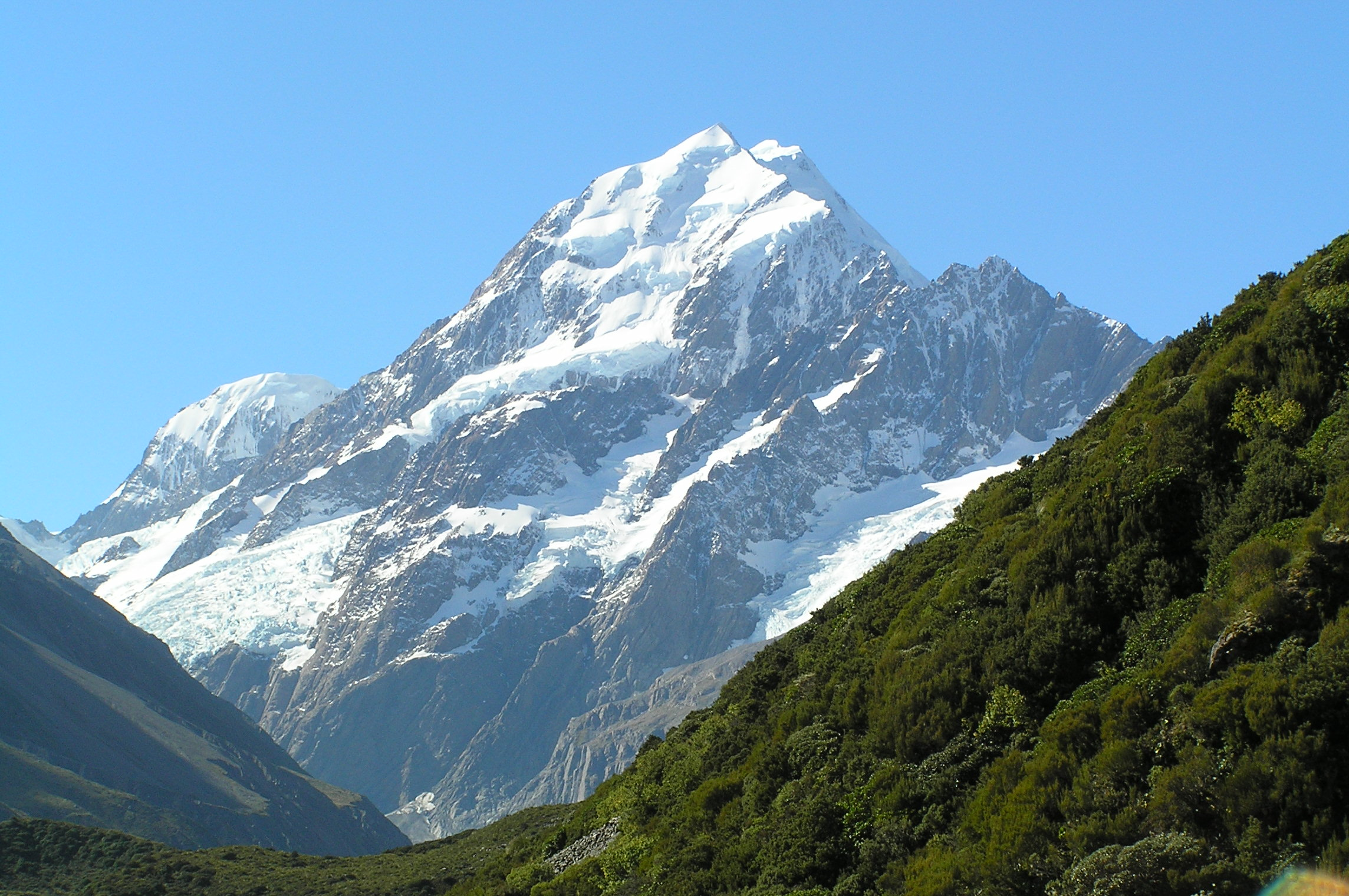
Гора Кука

Нова Зеландія видовжена більш ніж на 1600 км, її максимальна ширина 450 км. Більша частина країни — горби та гори. Найвища точка — г. Кука на о. Південному (вис. 3724 м). На о. Північному — вулканічне плато (діючі вулкани, ґейзери, часті землетруси). Клімат субтропічний морський. Річки повноводні, багато озер вулканічного походження.

### Південний острів Нової Зеландії

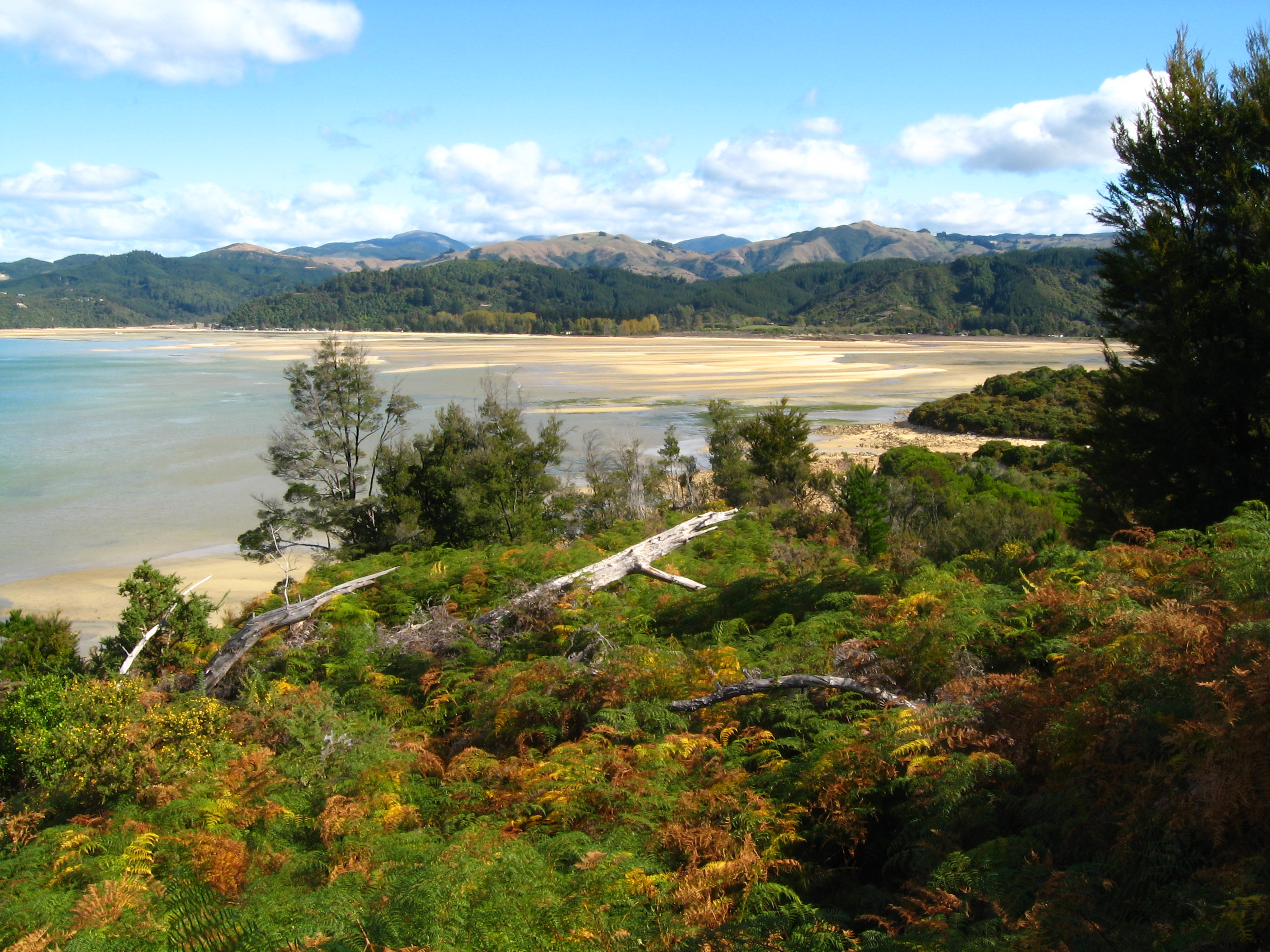
Абель-Тасманський національний парк на Південному острові

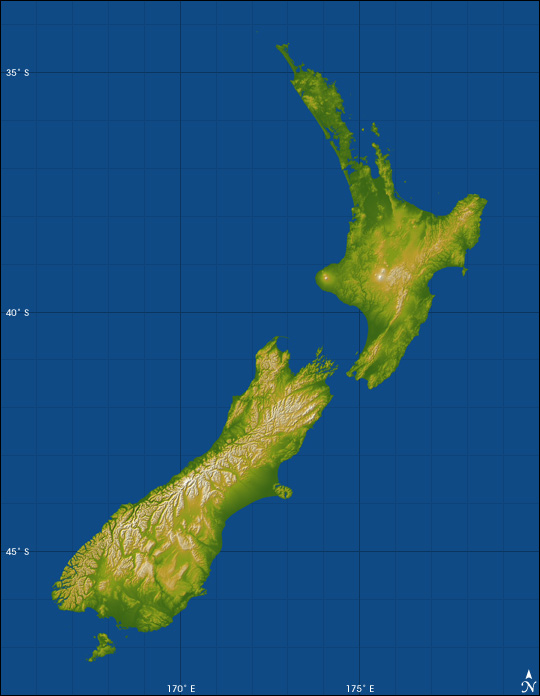
Топографія Нової Зеландії

Острів Південний (151 тис. км²). У західній частині острова підноситься ланцюг складчастих гір — Південні Альпи, в межах яких знаходиться покрита сніжною шапкою гора Кука. У горах нараховується 360 льодовиків. Характерні глибокі U-подібні долини, сильно розчленований рельєф і холодні озера довгастої форми — Те-Анау, Манапоурі, Вакатіпу і Хавеа. Кентерберійська рівнина — найбільша на Новій Зеландії низовина протяжністю близько 320 км і шириною 64 км — знаходиться на сході острова. Вона складена потужними галечниками, перекритими шаром тонкозернистих пісків і глини товщиною до 3 м. Ряд річок льодовикового живлення — Уаїмакарірі, Ракаїа і Рангітата, води яких звичайно лише частково заповнюють вислане галькою русло. Найповноводніша річка Південного острова і країни — Клута (322 км), що дренує плато Отаґо.

### Північний острів Нової Зеландії
Острів Північний (115 тис. км²). Гірська система Південного острова, уриваючись вузькою протокою Кука, продовжується на Північному острові хребтами Тараруа, Руахіне, Каїманава і Гуїарау. На північ і захід від хребта Каїманава тягнеться плато, покрите вулканічним попелом, лавою і пемзовими відкладами. Над ним підносяться три вулканічних піки — Руапеху (2797 м), Тонгаріро (1968 м) і Нгаурухое (2290 м). На захід від плато підіймається симетрична гора Егмонт (2518 м), що панує в цій частині країни. Загалом гористий і горбистий рельєф займає 63 % площі Північного острова. У центрі Північного острова розташоване найбільше в Новій Зеландії озеро — Таупо (площа 606  км², глибина близько 159 м). З нього витікає найдовша річка країни — Ваїкато (425 км). Навколо Роторуа та Ваїракеї зустрічаються гарячі джерела, ґейзери та грязьові «казани». У Ваїракеї геотермальна пара використовується для отримання електроенергії. На крайній півночі острова знаходяться великі поля піщаних дюн. Місцями вздовж західного узбережжя на пляжах зустрічаються виходи залізистих пісків.

## Вулкани Нової Зеландії

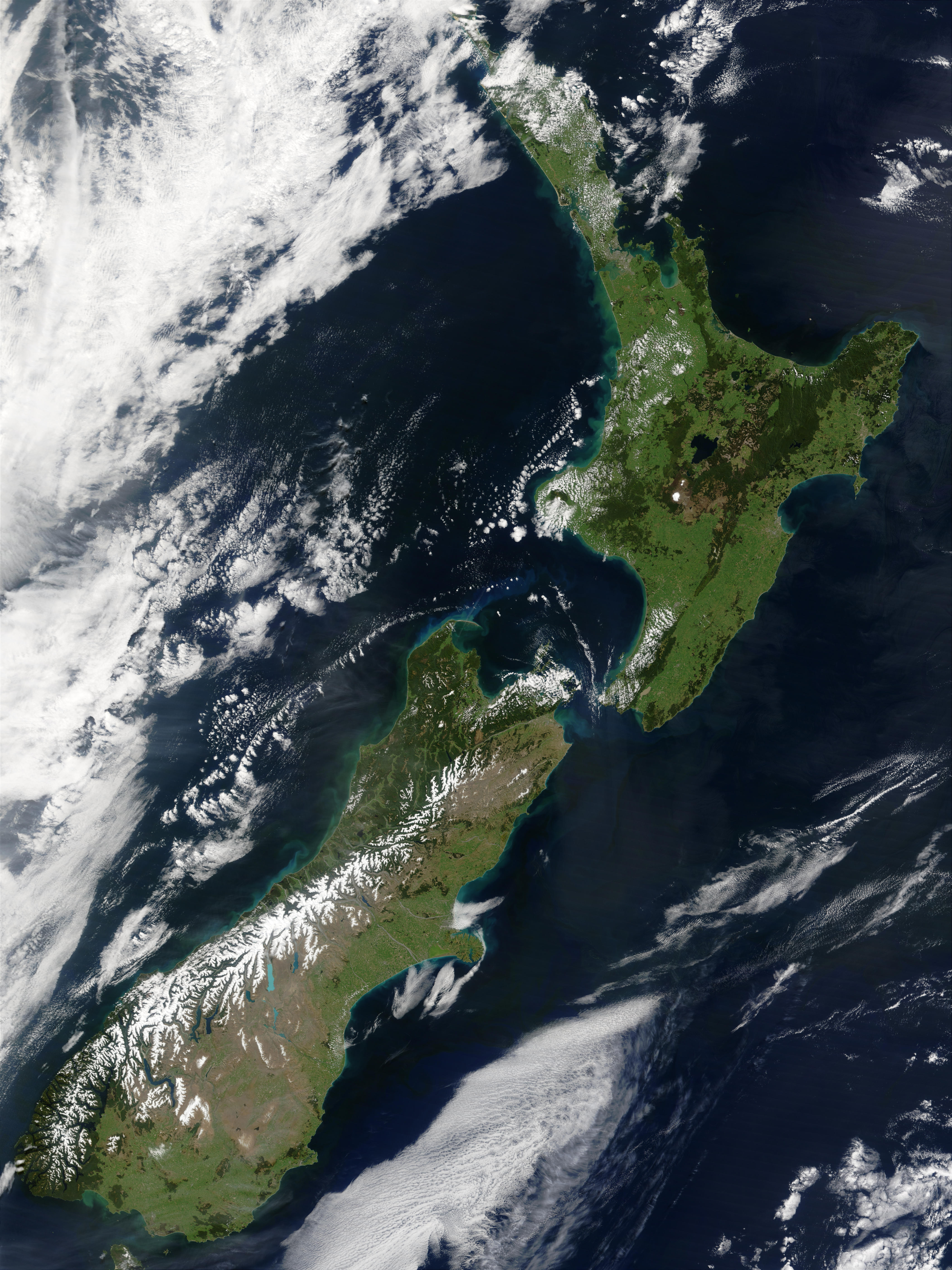
Нова Зеландія з космосу.

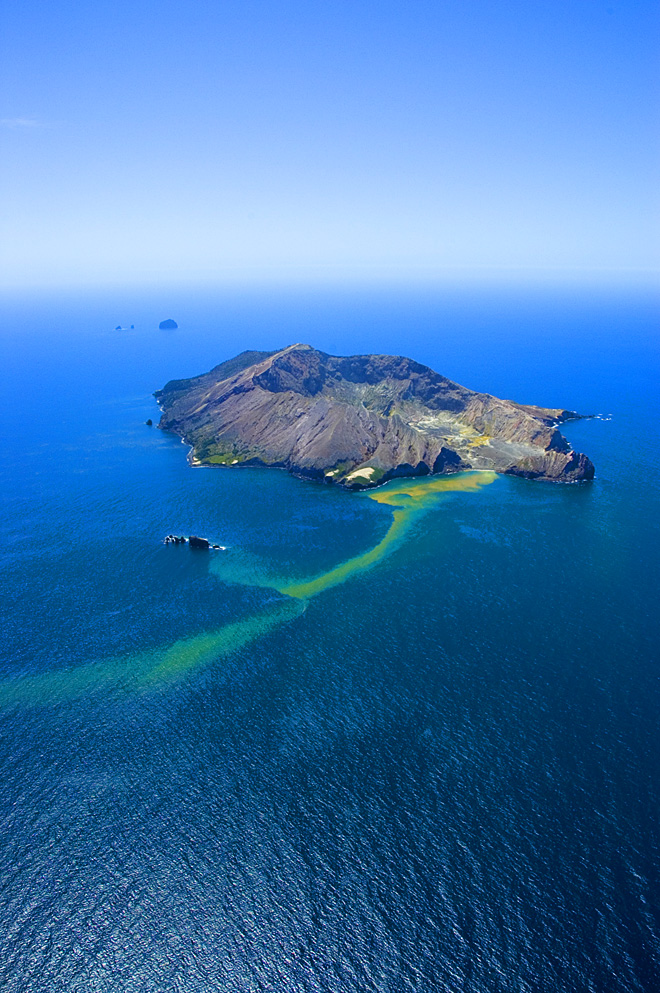
Острів Вайт — один з багатьох діючих вулканів країни

Вулканічна діяльність у Новій Зеландії висока. На території країни є 6 активних вулканічних зон, 5 з яких — на Північному острові. В районі озера Таупо у 186 до н. е. відбулося найбільше в історії людства вулканічне виверження. Його наслідки описані в хроніках Китаю та Греції. На місці виверження сьогодні знаходиться озеро за площею таке як Сінгапур.